# Tony Abbott
Anthony John "Tony" Abbott (London, 1957. november 4. – ) Ausztrália volt miniszterelnöke, a Liberális Párt korábbi vezetője, Warringah képviselője az ausztrál képviselőházban, újságíró.

## Élete
Tony Abbott Londonban született 1957. november 4-én ausztrál szülőktől, akik néhány évvel később visszatértek Sydney-be. A University of Sydney-n közgazdaságtant és jogot tanult, majd Rhodes-ösztöndíjasként Oxfordban szerzett MA fokozatot politikatudományból és filozófiából.
Az egyetem után rövid ideig teológiát tanult, mert katolikus pap akart lenni, de azután az újságírást választotta, és a The Australian illetve a The Bulletin nevű újságoknál dolgozott.
Abbott 1988-ban ismerkedett meg leendő feleségével, Margie Aitkennel, és még abban az évben össze is házasodtak. Margie Abbott az új-zélandi Wainuiomatából származik. Eredeti foglalkozását tekintve tanítónő; jelenleg egy nonprofit napközit vezet. Abbottéknak három felnőtt lányuk van, Louise, Bridget és Frances.
Abbott Sydney északi részén lakik, és tagja a helyi vízi mentő klubnak és az önkéntes tűzoltóságnak.

## Könyvei
Abbott több politikai témájú könyvet írt az alkotmányos monarchiáról és az ausztrál belpolitikáról.
- The minimal monarchy: and why it still makes sense for Australia, Wakefield Press, Kent Town, SA, 1995.
- How to win the constitutional war and give both sides what they want, Australians for Constitutional Monarchy in association with Wakefield Press, 1997.
- Battlelines, Melbourne University Press, 2009.
- A strong Australia: the values, directions and policy priorities of the next Coalition Government, Bambra Press, Melbourne, 2012.